# Mont Ardu

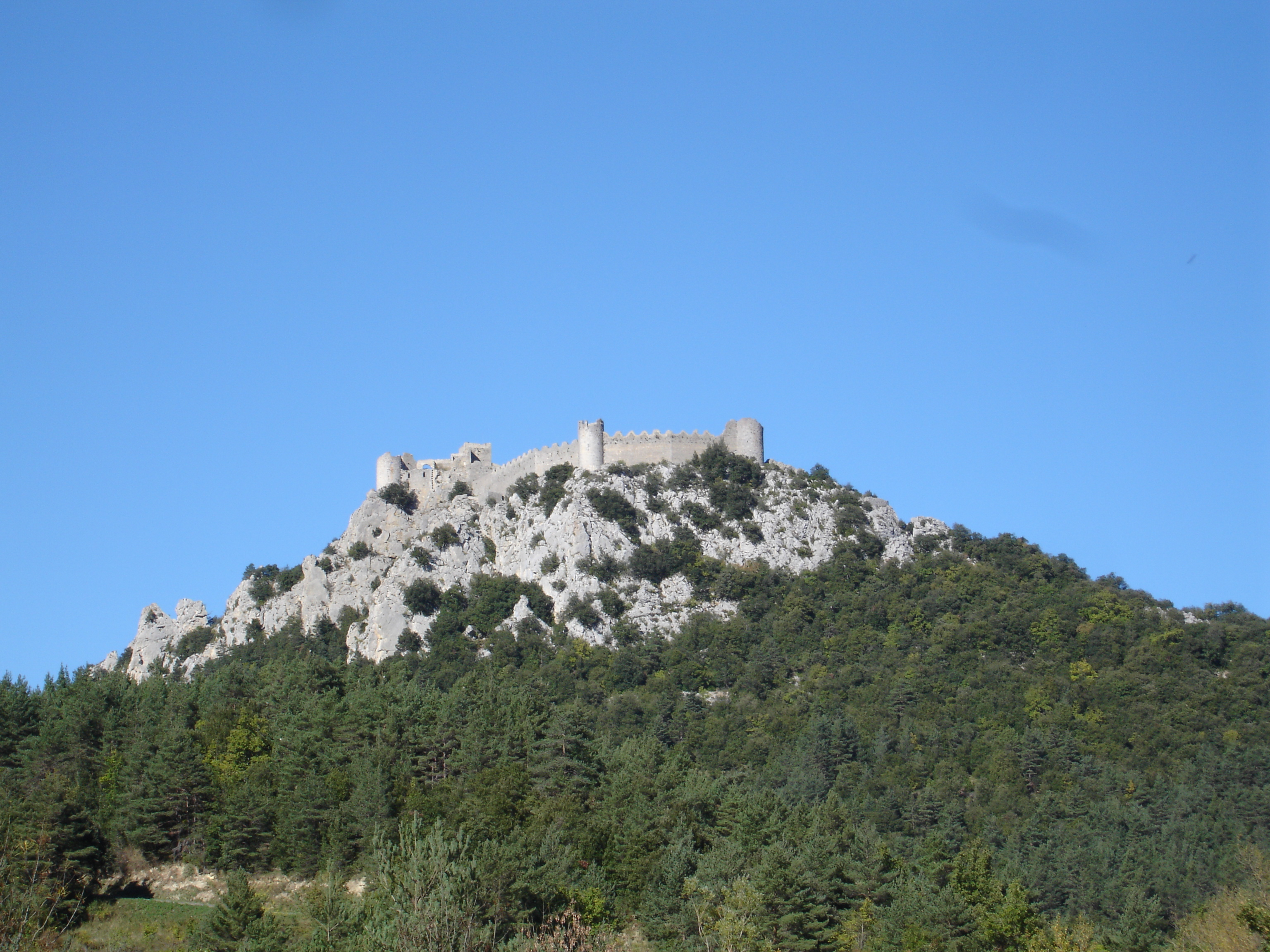
El cim amb el castell

El Mont Ardu és una muntanya situada al departament de l'Aude (França), i concretament al terme municipal de la Pradella-Puillorenç, a la Vall de Santa Creu, a la Fenolleda històrica. A la cimera de la muntanya, hi ha el Castell de Puillorenç. Té uns 650 metres d'altura.